# Computer desktop

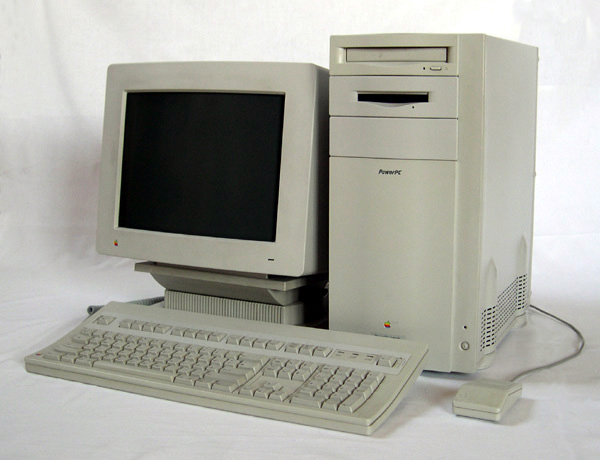
Un computer desktop non tutto-in-uno con unità centrale in case tower

Un computer desktop (anche desktop personal computer o personal computer desktop; abbreviazioni comunemente utilizzate: "desktop PC", "desktop computer", "PC desktop") è un tipo di personal computer e di computer fisso che si distingue per avere dimensioni fisiche sufficientemente contenute da poter essere comodamente utilizzato su una scrivania.
È uno dei due principali tipi di personal computer, assieme al computer portatile.

## Aspetti linguistici

### Etimologia

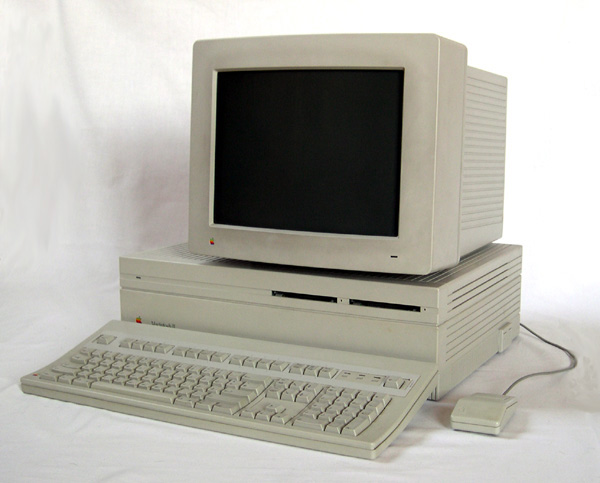
Un computer desktop non all-in-one con unità centrale in case desktop

"Elaboratore personale da scrivania" nasce come traduzione di desktop personal computer, espressione inglese anch'essa utilizzata nella lingua italiana e spesso preferita a quella italiana. Mentre esistono parole italiane che traducano le parole inglesi personal e computer (rispettivamente "personale" e "elaboratore"), non esiste invece una parola italiana che traduca la parola inglese desktop. Nella lingua inglese desktop nasce dalla composizione delle parole desk (in italiano "scrivania") e top (in italiano "cima"), ed indica, nella sua accezione principale, una delle superfici della scrivania: la superficie su cui ci si appoggia quando si scrive. Traduzioni letterali di desktop personal computer potrebbero quindi essere "elaboratore personale da cima della scrivania" o "elaboratore personale da superficie superiore della scrivania". Tali traduzioni non sono utilizzate. È invece utilizzata una semplificazione: "elaboratore personale da scrivania".

### Altre accezioni
In un'accezione più ristretta, con le espressioni "desktop personal computer" e "personal computer desktop" (o con le abbreviazioni "desktop PC", "desktop computer", "PC desktop", "computer desktop", "desktop") si intende un personal computer fisso non all-in-one, comodamente utilizzabile su una scrivania, la cui unità centrale è contenuta in un case di tipo desktop. Il case desktop è un tipo di case che si sviluppa in orizzontale invece che in verticale (caratteristica propria del case tower).
Inoltre, si utilizza il termine desktop in altri contesti:
- quando si apre un sito web con un dispositivo mobile, molti siti (solitamente in fondo alla home page) hanno un comando per visualizzare il sito non nel formato mobile ma nel formato per computer fisso; medesimo comando è presente nei browser;
- per indicare, in fase di scaricamento, la versione di un software, specie un sistema operativo, distinguendolo dalla versione server.

### Storia
Il primo desktop computer commerciale è stato la Olivetti Programma 101, ideato dall'italiano ingegner Pier Giorgio Perotto e presentata al pubblico internazionale nel 1965.

## Descrizione

### Caratteristiche
Il computer desktop è caratterizzato da una notevole espandibilità (si possono cioè aggiungere internamente altri componenti) e da prestazioni mediamente superiori rispetto a quelli dei computer portatili in ragione di maggiori risorse hardware (un maggiore quantitativo di memoria RAM, uno o più hard disk di maggiori capacità, ecc.). Attualmente infatti il computer portatile è diffuso principalmente come notebook o tablet computer, due tipi di computer portatili caratterizzati da un ingombro molto contenuto.

### Tipologia

Un computer desktop all-in-one

Nel computer desktop rientrano la gran parte dei personal computer (sono esclusi come detto i computer portatili) e la gran parte delle workstation (sono escluse le primissime workstation le quali avevano dimensioni molto ingombranti tali per cui non erano adatte ad essere installate in una scrivania).
Un tipo particolare di computer desktop è l'all-in-one, un computer non portatile che ha integrato nell'unità centrale il display ed eventualmente anche la tastiera. Anche il nettop computer è un tipo di computer desktop. Si distingue per essere destinato principalmente alla fruizione dei servizi base di Internet: il World Wide Web e la posta elettronica. Per tale scopo non servono grandi risorse hardware. Il nettop computer è quindi caratterizzato da un'unità centrale di dimensioni molto ridotte e da un prezzo contenuto.

## PC assemblato
Si utilizza il termine assemblato per designare PC desktop non di marca (cioè non marcato da un produttore OEM) ovvero costruiti da privati o anche ditte specializzate assemblando i vari componenti, scelti e acquistati liberamente uno ad uno secondo i propri requisiti. Ha rappresentato una tendenza diffusa, come vendita professionale, soprattutto negli anni '90. Costituisce il massimo grado di personalizzazione hardware (ma, volendo, anche software visto che è frequente in questo caso l'utilizzo di sistemi operativi open source) per dispositivi desktop. Dal boom dell'e-commerce in poi si può eseguire questa operazione (configurazione) anche "on line" da imprese che poi recapitano il PC assemblato presso l'acquirente o anche presso un centro logistico di qualche spedizioniere (consegna pick up). Sono consegnati collaudati e, spesso, si può scegliere di non far installare nessun sistema operativo, neppure open source

## Mercato
Negli ultimi anni, l'evoluzione tecnologica, la concorrenza tra le aziende informatiche e la richiesta sempre maggiore di prodotti, ha provocato un repentino abbassamento dei prezzi ma anche l'obsolescenza anticipata dei computer desktop. In generale infatti, i personal computer moderni hanno un tempo di vita utile (prima di diventare obsoleti) che raramente supera i quattro o cinque anni.